# انار (مشگین‌شهر)
اونار روستایی است از توابع دهستان لاهرود در بخش مشکین شرقی شهرستان مشگین‌شهر استان اردبیل ایران. این روستا در ۲۴ کیلومتری مشگین‌شهر واقع شده‌است.
روستای اونار یکی از روستاهای طرح هدف گردشگری استان اردبیل است.
همچنین اونار دیار عالمانی دینی همچون حجج الاسلام حیدر حیدری ، حمید حسینی ، حسین نوری ، امیرحسین دادگر ، علی کریمپور ، سید سعید بشیری ، شیخ جواد جوادی و بسیاری دیگر می‌باشد
كه هر كدام علاوه بر شغل اصلی خود در مسجدی مشغول تبلیغ می‌باشند

مسجد امام علی :حاج حیدر حیدری 
مسجد امام حسین: حاج امیرحسین دادگر 
مسجد جامع: حاج حمید حسینی 
مسجد باب الحوائج:حاج حسین نوری و سید سعید بشیری
مسجد امام حسن: حاج حمید حسینی 
امام زاده سید جعفر : حاج حمید حسینی 
مسجد منصوریه : شیخ جواد جوادی 

## مردم
روستای انار در ۲۴ کیلومتری مشکین شهر واقع شده‌است. مردم آن به زبان ترکی آذربایجانی سخن می‌گویند و پیرو مذهب اثنی عشری هستند. قدمت این روستا به دوره‌های بسیار دیرینه می‌رسد،

### جمعیت
براساس سرشماری سال ۱۳۸۵ جمععیت آن ۱۹۷۴ نفر (۴۶۵ خانوار) بوده‌است.
جمعیت فعلی روستا ۳۰۲۷ نفر است.

## وجه تسمیه
نام این روستا در کتاب نزهت القلوب حمدا… مستوفی به ضمّ «ُـ» آمده‌است، گفتنیست بنابرنوشته‌های کتاب گویا این روستا درزمان پادشاهی یزدگرد دوم وبه دست پسرس فیروز یکم ساخته شده‌است، که به دوران قبل از اسلام برمی گردد. بلاخذ این روستا از قدیم الایام دارای باغات و اراضی بسیاری بوده‌است. همچنین قابل ذکر است: نام «اَنار» با فتحه، که در اسناد مکتوب به کار برده می‌شود غلط املائی است.
گفته می‌شود وجه تسمیه نام «اونار» بدان علت است که در این روستا چندین آسیاب آبی وجود داشته که آثار آن‌ها هنوز هم پا بر جاست و اهالی این روستا و روستاهای اطراف برای آرد کردن گندم خود از این آسیاب‌های آبی استفاده می‌کرده‌اند و چون در زبان ترکی به آرد «اون» گفته می‌شود، استعمال کلمه اوننار (آردها) سبب نامگذاری این روستا بوده‌است.

## جاذبه‌های گردشگری و تاریخی
این روستا از روستاهای تاریخی ایران به‌شمار می‌رود که اخیراً به عنوان یکی از روستاهای هدف گردشگری در استان اردبیل تعیین شده‌است.
روستای اونار بر روی تپه‌ای ساخته شده که در دو سوی آن رودخانه «اونارچای» جاری است و بر اثر آبیاری این رودخانه، باغ‌های سرسبز و مراتع دل‌انگیزی در خود روستا و اطراف آن به وجود آمده‌است. رودخانه اونارچای از دامنه کوه سبلان سرچشمه می‌گیرد و غیر از باغات و مراتع روستای اونار زمین‌های چند روستای اطراف را هم سیراب می‌کند.
نظام کشاورزی و آبیاری این روستا نیز بسیار جالب توجه‌است. دیدار از این روستا نه تنها شگفتی‌های فرهنگی دوران تاریخی بسیار دور را باز می‌نماید، کوهستان زیبای سبلان را نیز در چشم‌انداز بیننده قرار می‌دهد.
در این روستا آثار متعدد تاریخی از جمله: «قبرستان پیر بابا"»، «درخت چنار»، «قلعه بربر» و تپه‌های تاریخی: «ال له ور»، «سللاخ خانه» و «مصلی» و «دیده بان» وجود دارد.
«مقبره سید جعفر» از نوادگان امام موسی کاظم نیز در این روستا قرار دارد.

### گورستان انار
در روستای انار گورستانی تاریخی وجود دارد که سنگ قبرهای متنوع آن از نظر شکل و جنس و نبشته‌های متعدد جالب توجه‌است. زیباترین این سنگ‌ها عبارتند: از یک جفت سنگ قبر افراشته به ارتفاع ۱٫۶۲ متر که دارای نبشته‌ای است.
در زیر سنگ‌نبشته‌ها محراب است و در بالای لچک آن دو گل هفت‌پر نقش یافته‌است. در بالای نبشته‌ها ساقه و بالای آن کلاهکی با ۱۲ ترک، شبیه کلاه دراویش وجود دارد، و شهادتین با کلام «علی خلیفه‌اللّه» منقور است. روی سنگ گورهای موجود در این گورستان نشانه‌هایی هم‌چون ستاره شش‌پر، تصویر چکش ساده و جز آن دیده می‌شود.
در گورستان قدیمی انار آثار بسیار باستانی فالیک نیز وجود دارد که بیشتر آن‌ها تخریب شده‌اند. در همین گورستان پیکره‌های قوچ سنگی در اندازه‌های بزرگ و کوچک به جا مانده‌است.